# 약물동역학
약물동역학(藥物動力學, 영어: pharmacodynamics, 약동학) 또는 약물력학(약력학, 약역학)은 약물의 화학구조와 생리적 활성관계 및 약물의 용량과 생체반응관계를 생리적,생화학적 작용·효과면에서 연구하는 학문이다. 약리학의 세부 분야 중 하나다. 줄여서 약역학이라고도 부른다.

약물동태학(영어: pharmacokinetics)은 화학물질에 대한 인체의 효과를 다룬다.(반감기나 분포 용적) 반면 약물동력학은 인체에 대한 화학물질의 효과를 다룬다.(기대 효과나 독성)
물리학과 화학에서 kinetics는 운동학, 동역학, 반응 속도론, 속도론, 반응 역학이라는 뜻이고, dynamics는 동역학, 역학, 동력학이라는 뜻이다.

## 같이 보기
- 약물동태학
- 약리학
- 약물치료학
- 독성학
- 약학

1. ↑  대한의협 의학용어 사전 https://www.kmle.co.kr/search.php?Search=pharmacodynamics&EbookTerminology=YES&DictAll=YES&DictAbbreviationAll=YES&DictDefAll=YES&DictNownuri=YES&DictWordNet=YES
2. ↑  한국물리학회 물리학용어집 https://www.kps.or.kr/content/voca/search.php?et=en&find_kw=kinetics
3. ↑  대한화학회 화학술어집 https://new.kcsnet.or.kr/?act=&vid=&mid=cheminfo&wordfield=eng&word=kinetics
4. ↑  한국물리학회 물리학용어집 https://www.kps.or.kr/content/voca/search.php?page=6&et=en&find_kw=dynamics
5. ↑  대한화학회 화학술어집 https://new.kcsnet.or.kr/?act=&vid=&mid=cheminfo&wordfield=eng&word=dynamics